# Imperi luba
L'Imperi Luba va regnar sobre els territoris de Zàmbia i la República Democràtica del Congo des del segle xvi fins al 1899, quan els mercaders d'esclaus van posar fi a la dinastia imperial. La seva cultura es troba a l'origen de l'imperi lunda. Els luba van sorgir de les cultures upemba anteriors, en progressiva centralització.

## Política
El sistema polític de Luba combinava la monarquia hereditària d'origen sagrat amb amplis poders per al consell del poble, fet que va ajudar a la seva estabilitat. El rei dictava les lleis aconsellat per un grup de nobles, que al seu torn es recolzava en els cabdills de cada clan.

## Economia
L'economia luba estava diversificada. A part de l'agricultura i la caça que servien per a l'alimentació del poble, es basava en el comerç de sal, coure i ferro amb altres pobles veïns. La noblesa cobrava alts tributs per aquest comerç. Els camps luba estaven als marges dels rius, fora dels poblats, consistents en cases rectangulars que flanquejaven el carrer principal.

## Art
Hi havia una casta especial d'artistes que si bé variaven les seves creacions en funció de la zona, seguien patrons estètics comuns amb fustes fosques, figures estilitzades i ús del ferro. Destaquen els barrets i els bastons cerimonials, associtats a la reialesa, que estaven decorats amb sacerdots intèrprets de somnis o amb figures femenines, de gran importància en la mitologia Luba pel seu lligam amb la vida. Les destrals de ferro tenien un alt poder simbòlic a part de la seva funcionalitat (aquest doble ús és molt propi de tot l'art luba) i abunden en tots els jaciments luba.

## Literatura
Uns membres de cada tribu especials, els mbudye, mantenien viva la tradició oral i ensenyaven les noves generacions els costums i mites luba (sovint reflectits simbòlicament en les anomenades lukasa o "taules de memòria", llistons de fusta gravats), al mateix temps que servien de pont entre les diferents comunitats luba.
Aquests ensenyaments tenien un caire secret i contrastaven amb les cançons públiques que també transmetien mites i costums a través de versos lliures i acompanyament musical. Les cançons incloïen també llegendes de guerrers poderosos i cants cerimonials. Entre els cants, cal destacar els usats per propiciar l'endevinació per part dels sacerdots locals, que agafaven un cistell ple d'objectes significatius per a la persona que feia la consulta com a estri per predir el futur segons la col·locació dels objectes en caure.